# Pommerit-Jaudy
Pommerit-Jaudy è un comune francese di 1 738 abitanti situato nel dipartimento delle Côtes-d'Armor nella regione della Bretagna.

## Società

### Evoluzione demografica
Abitanti censiti